# Летње параолимпијске игре 1988.
Летње параолимпијске игре 1988. ( корејски: 1988년 하계 패럴림픽; РР: Cheon gubaek palsip-pal nyeon hagye paereollimpik ) биле су прве Параолимпијске игре у 24 године које су се одржавале у истом граду као и Олимпијске игре . Одржале су се у Сеулу, у Јужној Кореји. Ово је био први пут да је термин "параолимпијски" коришћен званично.

## Избор домаћина
Током четвртог састанка Међународног параолимпијског комитета одржаног у Ејлсберију у Енглеској (28. јула 1983.), два града кандидата су се представила:
- Сеул, Јужна Кореја, на иницијативу др Вханг Јоун Даи
- Мелбурн, Аустралија, на иницијативу др Џона Гранта

МПК је послао упитник како би проценио интересовање и спремност градова за одржавање оваквог догађаја. Оба кандидата су добила годину дана да одговоре. На крају се само Сеул вратио са попуњеним документом, Мелбурн није одговорио МПК-у.
У исто време, унутрашњи политички покрет у Аустралији да се Бризбејн кандидује за Летње олимпијске игре 1992. године, у којем се постављала могућност да би град могао да буде и домаћин Летњих параолимпијских игара 1992., практично је поништио потез Мелбурна да се кандидује за тај догађај.  Коначан избор би морао бити направљен током шестог састанка МПК-а, заказаног за 14. јун 1984. у Њујорку, а Сеул је проглашен за домаћина уједињене Параолимпијске игре. Олимпијске и Параолимпијске игре 1988. биле су прве које су одржане у истом граду од Летњих параолимпијских игара 1964. године . Предлог да се Летње олимпијске и параолимпијске игре 1988. могу одржати у истом граду и уз коришћење истих објеката, омогућио је новој генерацији и генерацији параолимпијских спортиста да се такмиче на многим олимпијским играма, што је нешто што никада раније није одржано. Почевши од овог издања, резултати земаља домаћина показали су важност помоћи овим спортистима. 

## Однос Олимпијског и Параолимпијског организационог комитета
Организациони комитет параолимпијских игара у Сеулу (СЕПОЦ) имао је само тангенцијални однос са Организационим одбором Олимпијских игара у Сеулу (СЛООЦ). Али овај однос је био довољно значајан да регрутује и обучи многе спортисте, техничке званичнике и друге заједничке просторе за Параолимпијске игре.

## Позадина
Први пут у историји од Токија 1964. године, у истом граду су одржане Олимпијске и Параолимпијске игре. Ова традиција је оживела у Сеулу и од тада се чува. Ово су биле и прве летње параолимпијске игре у историји под окриљем Међународног координационог комитета (ИЦЦ).  Олимпијска породица је 1982. године прихватила МКС у чланство, што је омогућило већу сарадњу националних параолимпијских комитета у организацији Параолимпијских игара.  Након првог приступа, а уз помоћ МОК-а, Олимпијски организациони комитет Сеула (СЛООЦ) схватио је да су Параолимпијске игре продужетак Олимпијских игара и формулисао је план подршке који је омогућио дељење људских ресурса Олимпијских игара у Сеулу (менаџери, волонтери, логистика, безбедност, протокол, односи са јавношћу и међународним, улазне и излазне визе за Кореју), објекти и опрема.  СЛООЦ је дао субвенцију од 12.857.143 долара. 

## Олимпијска села
Пре Летњих олимпијских игара 1988. године, мештани су од Олимпијског села купили свих 3.962 стана у 86 зграда. Због великих локалних захтева, комплекс је након тога на брзину исељен.
Између 1983. и 1989. године, власти у Сеулу су биле усред многих контроверзи око исељавања сиромашних насеља и насеља са ниским приходима. Посматрачи људских права изнели су ову забринутост и повезивали одржавање Азијских игара 1986. и Летњих олимпијских игара 1988. са акцијама чишћења, преуређења и „улепшавања“ града, посебно декадентног и историјског подручја Јамсил . Упркос изградњи гигантских грађевинских комплекса за смештај 720.000 људи између 1983. и 1988. године, ове нове стамбене понуде нису биле замишљене за оне који су исељени – односно за оне са ниским приходима или сиромашне изнајмљиваче. Када је ова ситуација постала јавна, као резултат тога, научници, креатори политике и правници су се залагали за бољу политику социјалног становања, укључујући минималне стамбене стандарде и већи степен транспарентности од стране градске власти. 
Сходно томе, није било довољно времена да се станови и објекти преуреде у боље услове приступачности. Друга тешка ситуација је била да је прелазно време између два догађаја било недовољно (церемонија отварања заказана је за 15. октобар поподне, 13 дана након завршетка Олимпијских игара). Тако су Влада Јужне Кореје и префектура Сеул након нових и специфичних захтева схватили да је потреба за изградњом специфичног параолимпијског села неопходна. Овај комплекс је био 4 км од раскрснице између кластера Олимпијског парка у Сеулу и комплекса Јамсил. Био је то први стамбени комплекс на азијском континенту који је био потпуно доступан особама са инвалидитетом, јер су спортисти живели у десет посебно дизајнираних и приступачних стамбених блокова са укупно 1.316 нових станова. Свака зграда имала је висину од четрнаест спратова.
Између 1982. и 1986. године, делегација састављена од неких архитеката које су послали Сеул и Влада Јужне Кореје посетила је болницу Стоук Мандевил да би истражила доступност болнице. Такође је требало да прикупе информације о комплексу како би осмислили пројекат за изградњу одређеног села.
Због специфичности, ово би био први и једини пут у историји да се гради Село за Параолимпијске игре. Пошто ово није било предвиђено (током процеса надметања, СЕПОЦ је направио планове да користи исто село и места), ИЦЦ је видео планове Сеула за параолимпијско село као контроверзне у неким тачкама. Једна тачка је изазвала одређену забринутост: три од десет зграда биле би ексклузивне за кориснике инвалидских колица; ентитет никада није управљао комплексом тако великих размера као што је овај.
Постављено је питање о евакуацији корисника у инвалидским колицима из зграда у случају унутрашњих комешања (попут пожара или цурења воде). Одговор архитеката и планера био је једноставан – поред лифтова, свака зграда је планирала да има комплекс рампи које би се пењале до четрнаестог спрата; овај процес би био бржи и сигурнији.  Све услуге које су биле доступне у Олимпијском селу су реплициране у мањем обиму. СЕПОЦ је нудио кетеринг, рекреационе зоне, банкарство, пошту, медицинске и верске центре, олимпијску/параолимпијску продавницу и тржни центар.   Параолимпијске игре у Сеулу 1988. биле су такође први пут да су Олимпијске и Параолимпијске игре делиле нека места такмичења као заједничка места за сваки догађај. Од тада, све зимске и летње параолимпијске игре одржавају се у истим градовима као и Олимпијске игре. 

## Контроверзе
Упркос напретку, Параолимпијске игре у Сеулу су се такође одвијале уз неколико контроверзи, срамота и полемика. Први се односио на жреб голбол турнира за мушкарце који је у исту групу сврстао тимове из Ирана и Израела. Усред протеста и одбијања, ирански голбалски тим је дисквалификован јер је одбио да игра против Израелаца у првом колу. ИЦЦ је аргументовао елиминацију иранског тима по кратком поступку „на основу тога што је спорт злоупотребљен у политичке сврхе, нарушавајући његову неутралност“ и одмах послао тим кући.  Асгар Дадкхан, менаџер иранског тима, формално се извинио и обећао да ће се сви остали ирански спортисти такмичити уз пуно поштовање прописа и да ће се такмичити против Израела и било које друге нације. 
Због логистичких проблема, либијска делегација је стигла у Сеул током Игара; правила МПК нису дозвољавала ову ситуацију. Њихови спортисти нису могли да се пријаве за догађаје нити да остану у Параолимпијском селу. Они су ушли у Јужну Кореју а да нису прошли кроз уобичајене процедуре уласка.  СЕПОЦ је позвао ИЦЦ да прихвати либијски тим; убрзо након тога, постигли су компромис, дозвољавајући спортистима и делегатима да учествују као посматрачи и такмиче се у маратонским дисциплинама. Међутим, они не би имали никакву медаљу или званичан резултат нити би били званично признати на церемонији затварања. 
Још један срамотан тренутак догодио се на атлетском слалому, неким атлетичарима су додељене медаље на крају прве рунде. Касније су званичници схватили да медаље није требало додељивати тек после другог круга такмичења. Слаломске дисциплине су од тада избачене са Параолимпијских игара. 